# Los sueños del Señor Rossi
Los sueños del Señor Rossi (I sogni del signor Rossi) es una película de animación de 1977 producida y dirigida por Bruno Bozzetto. En Italia, la película fue estrenada en 1977; en España, en 1983.

## Doblaje en España
- Señor Rossi: Antolín García
- Gastone: Luis García Vidal
- Vendedor lámparas mágicas, técnico esp., Dueño mansión y representante plebeyos: José María Caffarel
- Merlín:[1] José Casín
- Elefante sin colmillos, computadora y mayordomo: Julio Núñez
- Avestruz sin plumas: José Carabias
- Cebra: José Luis Baltanás
- Voz en lanzamiento cohete: Fernando Nogueras
- Lechero: Enrique Cazorla
- Reportero: José María Martín
- Productor: Eduardo Moreno
- Narrador: Teófilo Martínez